# C-512
La C-512 era una carretera comarcal que discorria entre les localitats de Salamanca i Còria (Càceres). Pertanyia a la Xarxa de Carreteres Comarcals del Ministeri d'Obres Públiques i Urbanisme. Fins a intervinguda durant la dècada de 1970, la C-512 discorria per La Alberca en trobar-se sense asfaltar un tram en Sotoserrano (municipi espanyol situat a la província de Salamanca); des de llavors la carretera va ser desviada per Linares de Riofrío fins a la seva extinció. El 19 de maig de 1984, el Govern espanyol va transferir la part de la carretera que discorria per Extremadura a la Junta d'Extremadura, i 4 dies després, va fer el correcte transferint a la Junta de Castella i Lleó la resta de la carretera dividida. Això formava part del programa polític del Govern de l'època, que es basava en la transferència a les diferents administracions regionals de les carreteres comarcals.
Tot i el canvi de la gestió, la carretera va conservar la seva nomenclatura tradicional fins a 1997, quan Extremadura va canviar el nom de la carretera a EX-204 la totalitat del tram que gestionava. A Castella i Lleó, el seu govern regional no va substituir la nomenclatura fins a l'any 2002; des de llavors, la C-512 està dividida en 4 carreteres diferents independents les unes de les altres: CL-512 (Salamanca-Veïns), SA-205 (Veïns-Santibáñez de la Serra), SA-220 (Santibáñez de la Serra-Miranda del Castañar) i SA-225 (Miranda del Castañar-L. A. Extremadura).

## Actualitat
Actualment aquesta via està dividida en un seguit de carreteres:
- CL-512  que correspon amb el tram que va de Salamanca a Vecinos.
- SA-205  que correspon amb el tram que va de Vecinos a Santibáñez de la Sierra.
- SA-220  que correspon amb el tram que va de Santibáñez de la Sierra a Miranda del Castañar
- SA-225  que correspon amb el tram que va de Miranda del Castañar a L. P. Cáceres.
- EX-204  que correspon amb el tram que va de L. P. Salamanca a Coria.